# ي
La yāʼ o īāʾ (en árabe ﻳﺎء, [jaːʔ]) es la vigesimoctava y última letra del alfabeto árabe. Representa un sonido palatal sonoro y fricativo, /j/ o /i:/. En la numeración abyad tiene el valor de 10.

## Uso
Se pronuncia de cuatro maneras:
- Como consonante, se pronuncia como aproximante palatal /j/ , normalmente al principio de las palabras delante de vocales cortas o largas.
- Una /iː/ larga generalmente en el medio o al final de las palabras. En este caso no lleva signo diacrítico, pero en algunas tradiciones escritas aparece marcarda con un kasra en la letra anterior.
- Una /eː/ larga. En muchos dialectos, como resultado de la monoptongación que el diptongo /aj/ sufrió en la mayoría de las palabras.
- Parte del diptongo, /aj/. Entonces, no suele llevar signo diacrítico, aunque puede marcarse con un sukun en algunas tradiciones. La consonante precedente puede no tener signo diacrítico o tener el signo fatḥa, insinuando la primera vocal del diptongo, es decir, una /a/.

Como vocal, yāʾ puede servir como "asiento" de la hamza: ئ. Se pasa a denominar "yāʾ hamza". Esto ocurre cuando la hamza va precedida o seguida de /i/ o precedida de /j/. Ej.: بِئَر, biʾar, «pozo»; أَفْئِدة, ʾafʾida, «corazones»; سُئِل, suʾil, «fue preguntado»; مِئُون, miʾūn, «centenares»; رَئِس, raʾis, «presidente».

### Gramática
Yāʾ cumple varias funciones en el idioma árabe. Yāʾ como prefijo sirve de marcador de un verbo imperfectivo singular, como en يَكْتُب yaktub "escribe" desde la raíz ك-ت-ب KTB ("escribir"). Yāʾ con shadda se usa particularmente para convertir un sustantivo en un adjetivo, lo que se llama nisbah ( نِسْبَة). Por ejemplo, مِصْر Miṣr ( Egipto) → مِصْرِيّ Miṣriyy (egipcio). La transformación puede ser más abstracta; por ejemplo, مَوْضَوع mawḍūʿ (materia, objeto) → مَوْضُوعِيّ mawḍūʿiyy ( objetivo). Otros usos de esta función pueden estar un poco más alejados del significado de la raíz: اِشْتِرَاك ishtirāk (cooperación) → اِشْتِرَاكِيّ ishtirākiyy ( socialista). La pronunciación común del final /-ijj/ se pronuncia con mayor frecuencia como /i/ o /iː/.

## Variedades y descendientes

### Alif maqṣūrah
Una forma similar pero distinta de yāʾ es el ʾalif maqṣūrah (أَلِف مَقْصُورَة), «alif limitado»", que tiene la forma ى. Indica una /aː/ larga final.
| Posición | Aislada | Final | Media | Inicial |
| -------- | ------- | ----- | ----- | ------- |
| Forma:   | ى       | ـى    | ـىـ   | ىـ      |

### Ye persa
En el alfabeto persa, la letra generalmente se llama ye siguiendo el patrón de las otras letras persas. En su forma final, la letra no tiene puntos (ی), como la Alif maqṣūrah árabe o, más concretamente, la costumbre en Egipto, Sudán y, a veces, el Magreb. Debido a esta diferencia, la ye persa se encuentra en un punto de código Unicode diferente al de las dos letras árabes estándar. La versión persa de la letra aparece automáticamente con dos puntos solo inicialmente y en su forma media: (یـ ـیـ ـی).
| Posición | Aislada | Final | Media | Inicial |
| -------- | ------- | ----- | ----- | ------- |
| Forma:   | ی       | ـی    | ـیـ   | یـ      |

En Cachemira, se utiliza un anillo en lugar de puntos inferiores (ؠ) ؠ ؠـ ـؠـ ـؠ.
| Posición | Aislada | Final | Media | Inicial |
| -------- | ------- | ----- | ----- | ------- |
| Forma:   | ؠ       | ـؠ    | ـؠـ   | ؠـ      |

### Yāʾ vuelta
En diferentes estilos caligráficos como la escritura hijazi, cúfica y nastaʿlīq, un yāʾ final puede tener una forma particular con el descendente girado hacia la derecha (ـے    ), llamado al-yāʾ al-mardūdah/al-rājiʿah ("yāʾ vuelto o retorcido"), ya sea con dos puntos o sin ellos.
En urdu esto se llama baṛī ye ("gran ye"), pero es una letra independiente utilizada para /ɛː, eː/ y difiere de la ye normal (choṭī ye, "pequeña ye"). Además, esta letra tiene su propio punto de código en Unicode. Sin embargo, sus formas inicial y medial no son diferentes de las otras ye (aunque prácticamente baṛī ye no se usa en estas posiciones).

## Unicode
| Carácter      | ي                 | ي                 | ی                       | ی                       |
| ------------- | ----------------- | ----------------- | ----------------------- | ----------------------- |
| Unicode       | ARABIC LETTER YEH | ARABIC LETTER YEH | ARABIC LETTER FARSI YEH | ARABIC LETTER FARSI YEH |
| Codificación  | decimal           | hex               | decimal                 | hex                     |
| Unicode       | 1610              | U+064A            | 1740                    | U+06CC                  |
| UTF-8         | 217 138           | D9 8A             | 219 140                 | DB 8C                   |
| Ref. numérica | &#1610;           | &#x64A;           | &#1740;                 | &#x6CC;                 |